# Zadelsprinkhaan
De zadelsprinkhaan (Ephippiger diurnus) is een rechtvleugelig insect uit de familie sabelsprinkhanen (Tettigoniidae), onderfamilie Bradyporinae.

## Kenmerken
De zadelsprinkhaan dankt zijn Nederlandse naam aan de vorm van het halsschild dat sterk doet denken aan een zadel. Aan de achterzijde is het halsschild verhoogd vanwege de bolvormige, nauwelijks uitstekende voorvleugels die een lichtere tot gele kleur hebben. De voorvleugels die bij andere soorten tot vliegvleugels zijn omgevormd, ontbreken. De rest van het lichaam is groen tot geelachtig of blauwgroen van kleur, de poten en met name de antennes neigen meer naar geel tot bruin. Op de flank is van het halsschild tot de achterlijfspunt een lichtere tot witte streep aanwezig.
Het fors gebouwde achterlichaam valt sterk op door de tien cilindrisch gevormde segmenten die regelmatig naar achteren toe van bolrond wat smaller en kleiner worden. Dit bolronde uiterlijk is een kenmerk die men verder in de Lage Landen slechts ziet bij het Duits propje.
Mannetjes bereiken een lengte van 23–30 mm, de vrouwtjes worden 20–35 mm lang. De mannetjes hebben opvallend korte en brede cerci, die niet duidelijk uitsteken door de verlengde en verbrede achterlijfspunt. De cerci hebben aan de binnenzijde een doornachtig uitsteeksel en zijn aan de buitenzijde fijn gezaagd. Het vrouwtje is te herkennen aan de lange en iets naar boven gebogen legboor.

### Gelijkende taxa
De zadelsprinkhaan is alleen te verwarren met soorten uit het geslacht Ephippiger, het geslacht Uromenus of andere soorten uit de onderfamilie Bradyporinae.

## Levenswijze
De zadelsprinkhaan eet voornamelijk insecten en andere kleine dieren maar ook wel plantendelen. Voor akkerbouwers is het een nuttig dier omdat het in planten leeft maar voornamelijk jaagt op plantbewonende (plaag)insecten.
De zadelsprinkhaan is actief gedurende de maanden augustus tot oktober. De mannetjes laten zich dan vooral horen tussen elf uur 's ochtends en negen uur 's avonds. Het geluid is duidelijk hoorbaar en bestaat uit een scherp, knarsend gepiep dat klinkt als tieh-zieh; het wordt in lange series herhaald met een frequentie van ongeveer één à twee keer per seconde.

## Habitat

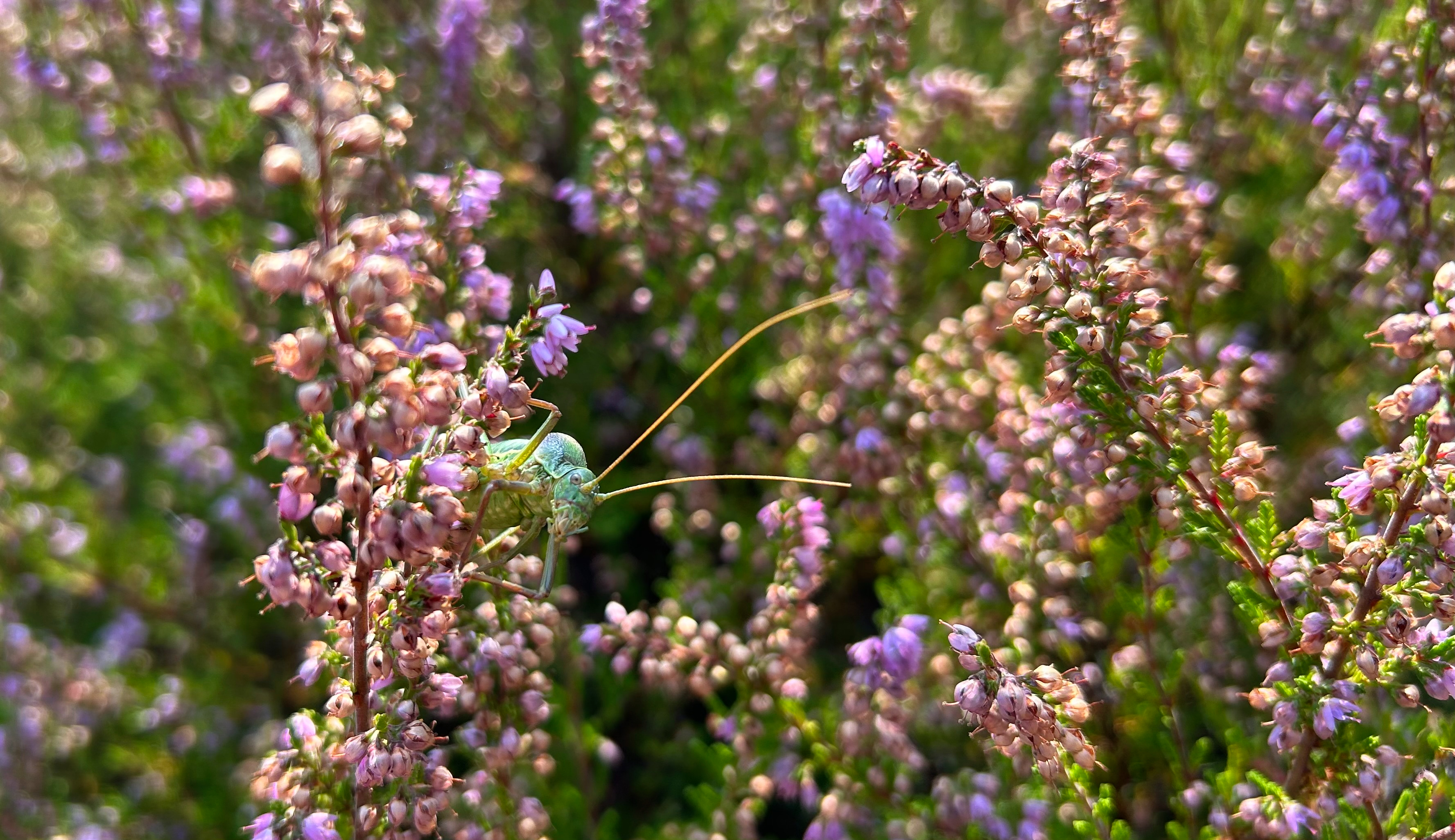
Een zadelsprinkhaan in dwergstruweel van de associatie van struikhei en stekelbrem.

Het habitat omvat hoofdzakelijk droge, (meso-)oligotrofe milieus met veelal heideachtige vegetatie. Doorgaans gaat het om structuurrijke vegetatie van de klasse van droge heiden en de klasse van brem- en gaspeldoornstruwelen. De soort is zowel dicht bij de bodem als hoger in de vegetatie te vinden.

## Verspreiding
De zadelsprinkhaan komt voor in Zuidwest-Europa, in Frankrijk tot de Pyreneeën, de Provence waar hij samen voorkomt met andere soorten van het geslacht Ephippiger, tot West-Frankrijk in het uiterste zuiden van de kust van Normandië. In Nederland is de sprinkhaan uitgestorven in Noord-Nederland, Zuid-Limburg en op de Utrechtse Heuvelrug. Hij komt alleen voor in Nijmegen en plaatselijk op de Noordwest-Veluwe en in delen van de Midden- en Zuid-Veluwe. In België is de soort bekend rond Maaseik; Vlaanderen bestempelt de soort als bedreigd.

## Afbeeldingen

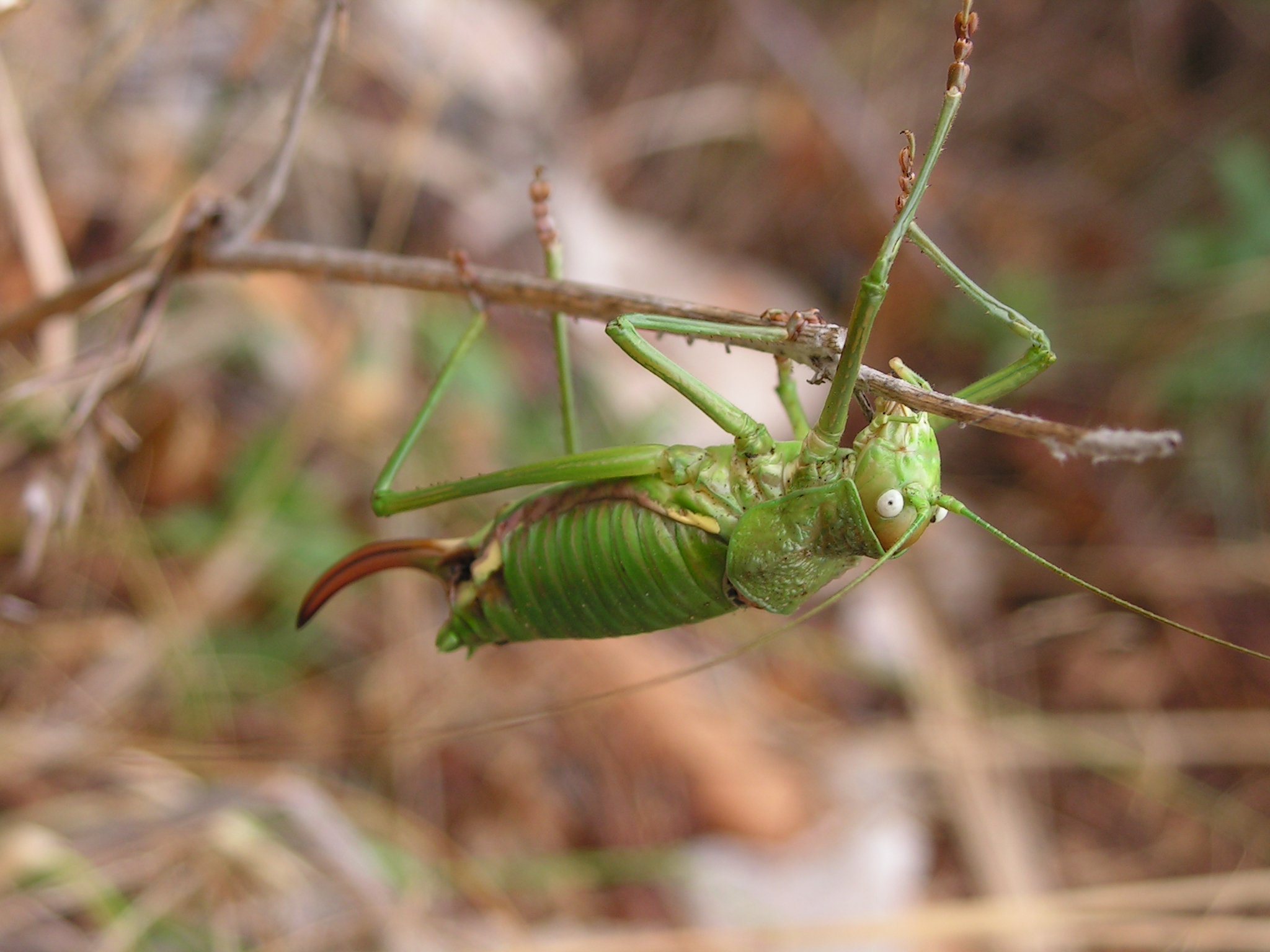
Vrouwtje
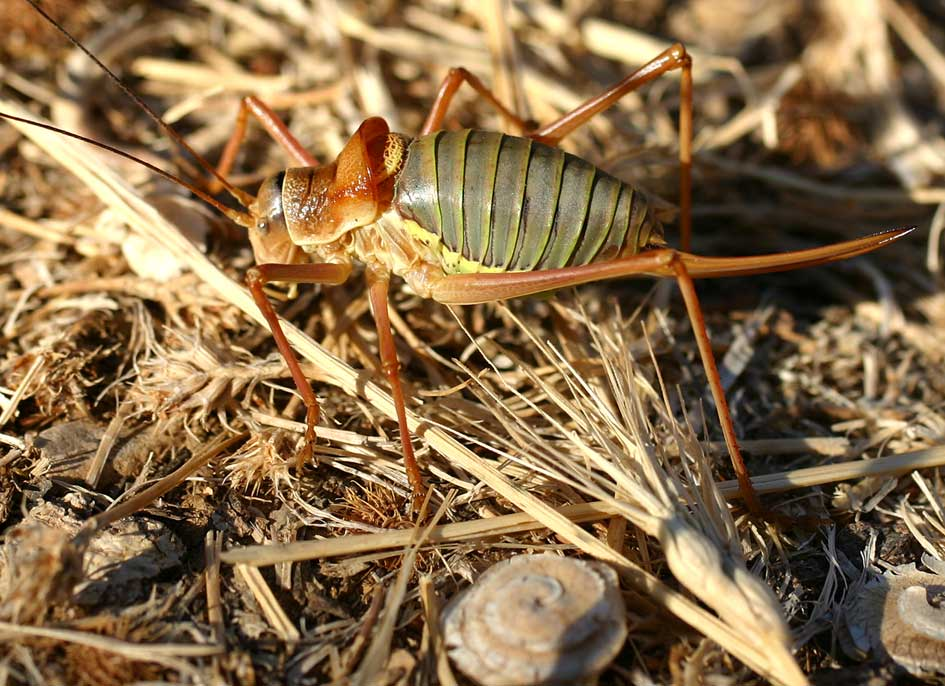
Vrouwtje
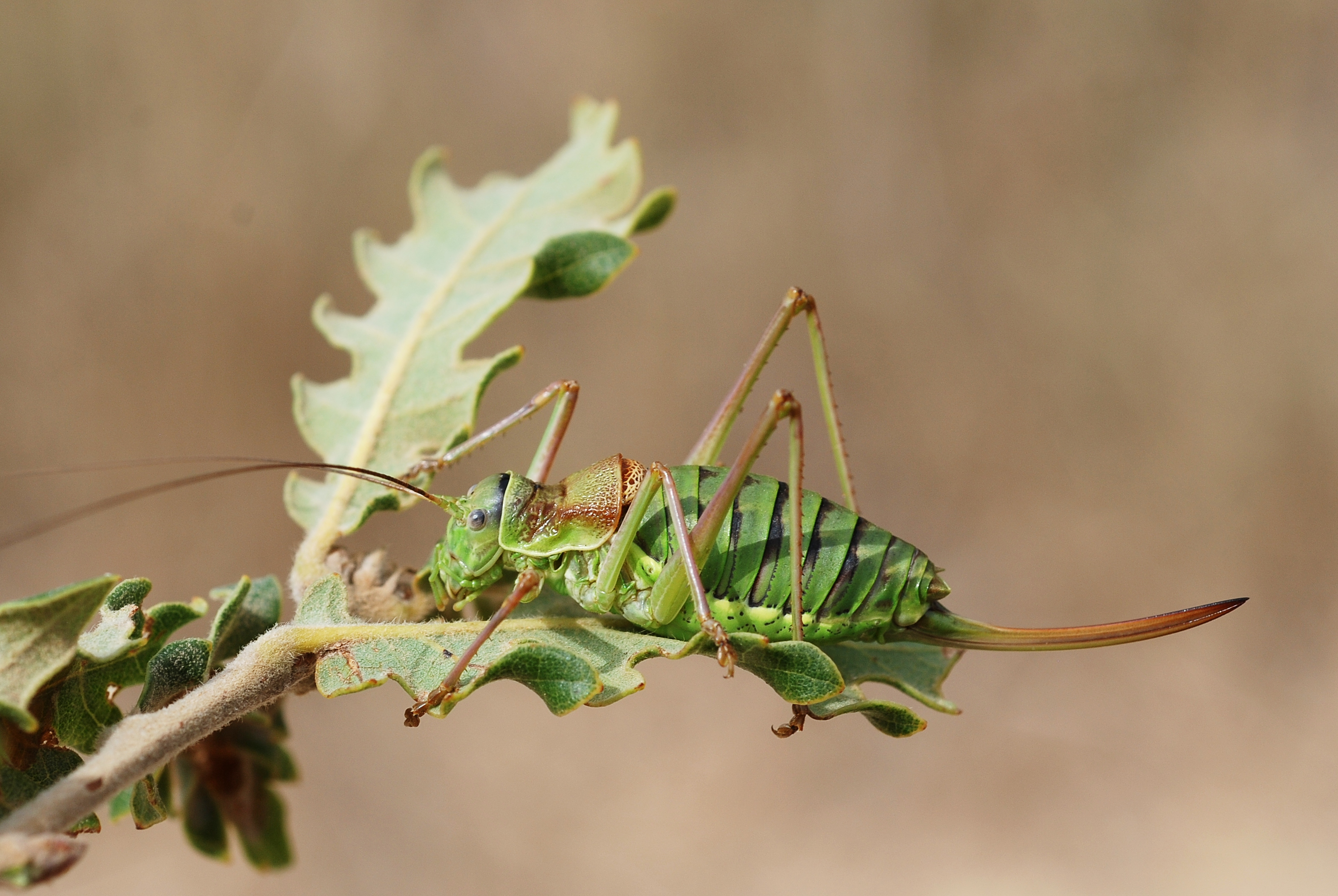
Vrouwtje